# Kwartileren

Wapen van Landcommandeur Bentinck

Wapen van Provincie Groningen van de Stad (een adelaar) en de Ommelanden (oud wapen van koningen van Friesland)

Kwartileren, vierendelen of carteleren is het vermeerderen van een wapenschild met een extra veld. Een kwartier is een vlak op een wapenschild dat een kwart (een vierde deel) ervan omvat.
Vaak wil men maar twee velden op het schild tonen, bijvoorbeeld de beide ouders van de drager, maar vanwege de vlakverdeling kiest men voor vier. Het veld linksboven is dan gelijk aan rechtsonder en rechtsboven is gelijk aan linksonder.
| Nummering van de kwartieren: | I   | II |
| Nummering van de kwartieren: | III | IV |

Het eerste en voornaamste kwartier (nummer I) staat heraldisch rechtsboven, dat is voor de toeschouwer linksboven. De adelaar van de stad Groningen heeft op het wapen (zie hiernaast) dus de ereplaats gekregen. Daarnaast komt nummer II, daaronder III en IV.

## Beschrĳving
Het kan om een verleende of verworven titel gaan of om het kruis van een Ridderorde, zoals op de afbeelding waarop Landcommandeur van Bentinck zijn eigen wapen kwartileert met dat van De Ridderlijke Duitsche Orde in de protestantse Balije Utrecht. Als een wapen niet geschikt is om gekwartileerd te worden, kiest men voor palen, het aanbrengen van een hartschild of desnoods voor een schildhoofd of schildvoet.